# Víctor Alemany
Víctor Alemany Sayos, (nacido el 5 de mayo de 1975 en Torelló, Barcelona) es un exjugador de baloncesto español. Con 2,06 de estatura, su puesto natural en la cancha era el de pívot.

## Trayectoria
[actualizar]